# Constance Wu
Constance Wu (Richmond, 22 marzo 1982) è un'attrice statunitense.

## Biografia
Constance Wu è nata a Richmond, in Virginia. I suoi genitori emigrarono da Taiwan. Suo padre, il dottor Fang-Sheng Wu, è professore di biologia e genetica alla Virginia Commonwealth University, mentre sua madre è una programmatrice di computer. Wu ha affermato che i suoi nonni paterni erano molto poveri, che lavoravano come coltivatori di bambù e non avevano l'opportunità di ricevere un'istruzione, quindi non erano in grado di leggere e scrivere. È la terza di quattro figlie.
Si è diplomata alla Douglas S. Freeman High School, nella contea di Henrico, dove ha iniziato a esibirsi nel teatro locale; ha partecipato a un programma di sei mesi durante il liceo presso il Lee Strasberg Theatre and Film Institute. Wu si è successivamente laureata presso la State University di New York presso il Conservatorio di arti teatrali degli acquisti con una laurea in Belle Arti nel 2005. Dopo il college, Wu ha studiato psicolinguistica e ha considerato di perseguire un corso di laurea in patologia del linguaggio presso la Columbia University prima di decidere di intraprendere una carriera nella recitazione e trasferirsi a Los Angeles.

## Filmografia

### Attrice

#### Cinema
- Stephanie Daley, regia di Hilary Brougher (2006)
- The Architect, regia di Matt Tauber (2006)
- Year of the Fish, regia di David Kaplan (2007)
- Sound of My Voice, regia di Zal Batmanglij (2011)
- Best Friends Forever, regia di Brea Grant (2013)
- Electric Slide, regia di Tristan Patterson (2014)
- Parallels, regia di Christopher Leone (2015)
- The Feels, regia di Jenee LaMarque (2017)
- Crazy & Rich (Crazy Rich Asians), regia di Jon M. Chu (2018)
- Le ragazze di Wall Street - Business Is Business (Hustlers), regia di Lorene Scafaria (2019)
- Il talento di Mr. Crocodile (Lyle, Lyle, Crocodile), regia di Will Speck e Josh Gordon (2022)
- L'amico fedele, regia di Scott McGehee e David Siegel (2024)

#### Televisione
- Law & Order - Unità vittime speciali (Law & Order: Special Victims Unit) – serie TV, 1 episodio (2006)
- Una vita da vivere (One Life to Live) – serie TV, 3 episodi (2007)
- Torchwood – serie TV, 1 episodio (2011)
- EastSiders – webserie, 13 webisodi (2012-2017)
- Vendetta letale (Deadly Revenge), regia di Michael Feifer – film TV (2013)
- Covert Affairs – serie TV, 1 episodio (2013)
- Browsers, regia di Don Scardino – cortometraggio TV (2013)
- Franklin & Bash – serie TV, 1 episodio (2014)
- High Moon, regia di Adam Kane – film TV (2014)
- Childrens Hospital – serie TV, 1 episodio (2015)
- Fresh Off the Boat - serie TV, 116 episodi (2015-2020)
- Royal Pains – serie TV, 1 episodio (2016)
- Dimension 404 – serie TV, 1 episodio (2017)
- Assolo (Solos) – miniserie TV, 1 puntata (2021)
- The Terminal List – serie TV, 8 episodi (2022-in corso)

### Doppiatrice
- LEGO Ninjago - Il film (The LEGO Ninjago Movie), regia di Charlie Bean e Paul Fisher (2017)
- Il drago dei desideri (Wish Dragon), regia di Chris Appelhans (2020)
- Velma – serie TV, (2023-in corso)

## Riconoscimenti
| Anno | Evento                                     | Premio                                                               | Ricevente          | Risultato       | Note   |
| ---- | ------------------------------------------ | -------------------------------------------------------------------- | ------------------ | --------------- | ------ |
| 2014 | Indie Series Award                         | Best Supporting Actress – Drama                                      | EastSiders         | Candidato/a     | [ 12 ] |
| 2014 | Indie Series Award                         | Best Ensemble – Drama                                                | EastSiders         | Vincitore/trice | [ 13 ] |
| 2014 | Critics' Choice Television Award           | Critics' Choice Television Award for Best Actress in a Comedy Series | Fresh Off the Boat | Candidato/a     | [ 14 ] |
| 2015 | Critics' Choice Television Award           | Critics' Choice Television Award for Best Actress in a Comedy Series | Fresh Off the Boat | Candidato/a     | [ 15 ] |
| 2015 | Unforgettable Gala – Asian American Awards | Female Breakout Star of the Year                                     | Fresh Off the Boat | Vincitore/trice |        |
| 2015 | Poppy Awards                               | Best Supporting Actress in a Comedy Series                           | Fresh Off the Boat | Candidato/a     |        |
| 2015 | TCA Awards                                 | TCA Award for Individual Achievement in Comedy                       | Fresh Off the Boat | Candidato/a     | [ 16 ] |
| 2015 | Gold Derby Awards                          | Best Comedy Actress                                                  | Fresh Off the Boat | Candidato/a     | [ 17 ] |
| 2016 | Poppy Awards                               | Best Actress in a Comedy Series                                      | Fresh Off the Boat | Candidato/a     |        |
| 2016 | Critics' Choice Television Award           | Critics' Choice Television Award for Best Actress in a Comedy Series | Fresh Off the Boat | Candidato/a     | [ 18 ] |
| 2016 | Gold Derby Awards                          | Best Comedy Actress                                                  | Fresh Off the Boat | Candidato/a     | [ 19 ] |
| 2016 | TCA Awards                                 | TCA Award for Individual Achievement in Comedy                       | Fresh Off the Boat | Candidato/a     | [ 20 ] |
| 2016 | 7th Indie Series Awards                    | Best Supporting Actress – Drama                                      | EastSiders         | Candidato/a     | [ 21 ] |
| 2016 | 7th Indie Series Awards                    | Best Ensemble – Drama                                                | EastSiders         | Vincitore/trice | [ 22 ] |
| 2018 | Critics' Choice Television Award           | Critics' Choice Television Award for Best Actress in a Comedy Series | Fresh Off the Boat | Candidato/a     | [ 23 ] |
| 2018 | Detroit Film Critics Society               | Best Ensemble                                                        | Crazy Rich Asians  | Candidato/a     |        |
| 2018 | Hollywood Film Awards                      | Breakout Ensemble Award                                              | Crazy Rich Asians  | Vincitore/trice |        |
| 2019 | 9th The Asian Awards                       | Outstanding Achievement in Cinema                                    | Crazy Rich Asians  | Vincitore/trice | [ 24 ] |
| 2019 | National Board of Review                   | Best Acting by an Ensemble                                           | Crazy Rich Asians  | Vincitore/trice | [ 25 ] |
| 2019 | Satellite Award                            | Best Actress – Comedy or Musical                                     | Crazy Rich Asians  | Candidato/a     | [ 26 ] |
| 2019 | NAACP Image Awards                         | Outstanding Actress in a Motion Picture                              | Crazy Rich Asians  | Candidato/a     |        |
| 2019 | NAACP Image Awards                         | Outstanding Ensemble Cast in a Motion Picture                        | Crazy Rich Asians  | Candidato/a     |        |
| 2019 | Golden Globe 2019                          | Best Actress in a Motion Picture – Comedy or Musical                 | Crazy Rich Asians  | Candidato/a     | [ 27 ] |
| 2019 | Gold Derby Awards                          | Best Ensemble                                                        | Crazy Rich Asians  | Candidato/a     |        |
| 2019 | Critics' Choice Movie Awards               | Best Actress in a Comedy                                             | Crazy Rich Asians  | Candidato/a     | [ 28 ] |
| 2019 | Critics' Choice Movie Awards               | Best Acting Ensemble                                                 | Crazy Rich Asians  | Candidato/a     | [ 28 ] |
| 2019 | 25th Screen Actors Guild Awards            | Outstanding Performance by a Cast in a Motion Picture                | Crazy Rich Asians  | Candidato/a     | [ 29 ] |
| 2019 | Dublin Film Critics' Circle                | Best Actress                                                         | Crazy Rich Asians  | Candidato/a     | [ 30 ] |
| 2019 | Teen Choice Awards                         | Choice Comedy Movie Actress                                          | Crazy Rich Asians  | Candidato/a     | [ 31 ] |
| 2020 | Satellite Awards                           | Best Actress in a Motion Picture, Comedy/Musical                     | Hustlers           | Candidato/a     |        |

## Doppiatrici italiane
Nelle versioni in italiano delle opere in cui ha recitato, Constance Wu è stata doppiata da:
- Chiara Gioncardi in Le ragazze di Wall Street, L'amico fedele
- Gemma Donati in Crazy & Rich, Assolo, The Terminal List
- Jessica Bologna in Fresh Off the Boat
- Perla Liberatori in Il Talento di Mr. Crocodile